# Racoș
Racoș [ˈrakoʃ] (veraltet Racoșul de Jos; deutsch Ratsch, ungarisch Alsórákos) ist eine Gemeinde im Kreis Brașov in der Region Siebenbürgen in Rumänien.

## Geographische Lage

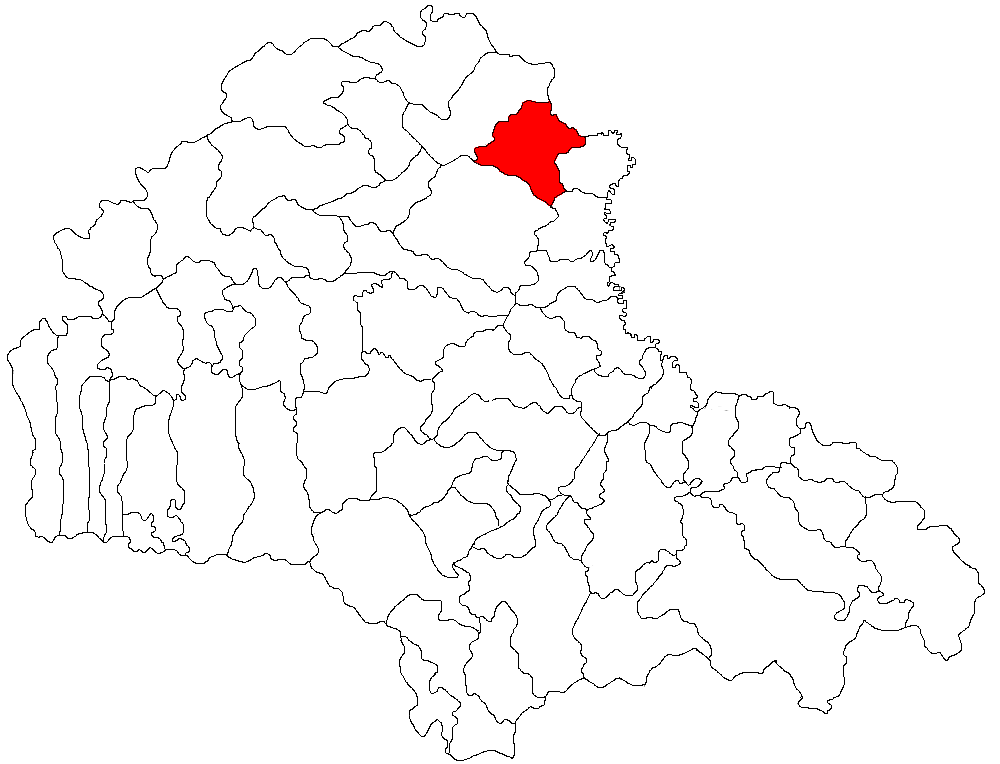
Lage der Gemeinde Racoș im Kreis Brașov

Die Gemeinde Racoș liegt südöstlich des Siebenbürgischen Beckens im Valea Oltului (Alttal) westlich der Baraolter Berge (Munții Baraolt) an der Mündung des Pârâul Sărat (Salzbach) in den Olt (Alt). Im Nordosten des Kreises Brașov an der Bahnstrecke Teiuș–Brașov und an der Kreisstraße (Drum județean) DJ 131C liegt der Ort Racoș etwa 20 Kilometer östlich von der Kleinstadt Rupea (Reps), die Kreishauptstadt Brașov (Kronstadt) befindet sich etwa 70 Kilometer südlich.
Die Basalt- und Kalksteinbrüche auf dem Areal des Gemeindezentrums prägen dessen Bild. Zahlreiche Gebäude und Mauern sind aus Basaltklötzen gefertigt.

## Geschichte
Der Ort Racoș wurde nach unterschiedlichen Angaben 1377 oder 1417, das eingemeindete Dorf Mateiaș (Mattersdorf) 1721 oder 1773 erstmals urkundlich erwähnt. Eine Besiedlung der Region deutet jedoch nach archäologischem Fund am linken Ufer des Olt, bei den Einheimischen Tepeiul Ormenișului (ungarisch Ürmösi Töpe) genannt, in einem Bericht von W. Hausmann in die Römerzeit; nach einem Bericht von B. Orbán in die Frühgeschichte. Reste von Römerburgen wurden bei Câmpul amanetat (Zálogmezö) und bei Tepeiul Racoșului (Rákosi Töpe) gefunden.
Im Königreich Ungarn lag die heutige Gemeinde im Stuhlbezirk Kőhalom (heute Rupea) im historischen Komitat Groß-Kokelburg. Anschließend gehörte die Gemeinde dem Verwaltungsgebiet des historischen Kreises Târnava-Mare und ab 1950 dem heutigen Kreis Brașov an.

## Bevölkerung
Bei der Volkszählung 1850 wurden in der Gemeinde Racoș 1476 Menschen registriert. 737 waren Magyaren, 710 Rumänen, 27 Roma und zwei waren Rumäniendeutsche. Die Einwohnerzahl stieg stetig an, sodass 2011 die größte Anzahl (3336) erreicht wurde. Die größte Anzahl der Magyaren (2136) und die der Rumänen (1101) wurde 1966, der Roma (1056) 2021 und die der Rumäniendeutschen (25) 1956 registriert. Bei einigen Aufnahmen wurden auch Serben, Slowaken und Ukrainer registriert.
2011 bezeichneten sich von den 3336 Menschen 1741 als Magyaren, 743 als Rumänen, 681 als Roma, drei als Rumäniendeutsche und Restliche machten keine Angabe zu ihrer Ethnie.

## Sehenswürdigkeiten
- Eine archäologische Grabungsstätte etwa ein Kilometer südwestlich vom Gemeindezentrum entfernt, bei den Einheimischen Dealul Vărăriei genannt, steht unter Denkmalschutz.[8]
- Das dem Zerfall geweihte Sükösd-Bethlen Schloss, wurde 1624 errichtet und 1700 erneuert. Einst als Wasserburg mit fünf Türmen gebaut, hatte es einen Rittersaal mit schönen Steinmetzarbeiten, steht unter Denkmalschutz.[8]
- Die reformierte Kirche, von 1825 bis 1831 errichtet,[9] steht unter Denkmalschutz.[8]
- Im eingemeindeten Dorf Mateiaș die rumänisch-orthodoxe Kirche Sf. Arh. Mihail și Gavril, etwa 1878 errichtet.[10]
- Auf dem Areal der Gemeinde befindet sich das 1,1 Hektar große Naturschutzgebiet mit Basaltstein (Coloanele de bazalt de la Racoș).[11]